# Antàgores de Rodes
Antàgores de Rodes (en llatí Antagoras, en grec Ἀνταγόρας), va ser un poeta èpic grec que vivia a la segona meitat del segle III aC. Era amic d'Antígon Gònates i contemporani d'Arat. Es diu que li agradava la bona vida, i Plutarc i Ateneu n'expliquen algunes anècdotes facecioses. Va escriure un poema titulat Thebais (Θηβαΐς) que segons es diu quan el va llegir als beocis el van trobar tant tediós que no es van poder abstenir de badallar. Va compondre alguns epigrames dels que se'n conserva una part, inclosos a l'Antologia grega.